# 2Maši
#2Maši (in russo #2Маши?) è un duo musicale russo fondato nel 2015 a Mosca. È formato dalle cantanti Marija Zajceva e Marija Šejch.

## Storia del gruppo
Le due artiste si sono conosciute durante un viaggio in Thailandia e, rendendosi conto delle forti similitudini per i loro gusti ed interessi musicali hanno iniziato a collaborare insieme. Il primo album in studio del duo Teper' nas dvoe, è stato pubblicato nel 2016, seguito dal secondo LP Teper' nas mnogo, messo in commercio l'anno successivo.
Il duo è salito alla ribalta grazie al terzo disco di inediti Vsem našim, contenente l'estratto Mama, ja tancuju, riconosciuto col premio Viktorija alla hit dance dell'anno. Lo stesso è stato uno dei brani di maggior successo su VK Muzyka, la seconda principale piattaforma streaming russa, nel corso del 2019. Successivamente anche Bosaja (2018) ha riscosso successo, dopo aver trascorso oltre due anni nella hit parade radiofonica russa della Tophit. Nel 2020 hanno ottenuto altre due candidature all'equivalente russo dei Grammy Award grazie a Leto u viska e Ja zabiraju tvoju podrugu.
L'anno successivo hanno preso parte all'Evrovidenie, il processo di selezione eurovisiva russa, presentando Bitter Words, classificandosi al 2º posto grazie al 35,70% del televoto.

## Discografia

### Album in studio
- 2016 – Teper' nas dvoe
- 2017 – Teper' nas mnogo
- 2019 – Vsem našim

### Singoli
- 2016 – Teper' nas dvoe
- 2016 – My vybiraem
- 2018 – Bosaja
- 2018 – Descalza
- 2018 – Krasnoe beloe
- 2018 – Fakty
- 2018 – Mama, ja tancuju
- 2019 – O nas
- 2019 – Ineja
- 2019 – Ne budu
- 2020 – Spasibo
- 2020 – Leto u viska
- 2020 – Ja zabiraju tvoju podrugu
- 2020 – My pereživëm vsë
- 2020 – Inostrancy
- 2021 – Bitter Words
- 2021 – Edkie slova
- 2021 – Korabl'-pečal'
- 2021 – 2 čeloveka
- 2021 – Ty možeš'
- 2021 – Anonim
- 2022 – V unison